# Atlántida (Uruguay)
Atlántida is een Uruguayaans kuststadje en gelijknamige gemeente aan de Costa de Oro kuststreek in het zuidelijk departement Canelones. De plaats ligt vijfenveertig kilometer ten oosten van Montevideo.
In het noorden van de gemeente ligt de Iglesia de Cristo Obrero y Nuestra Señora de Lourdes, een bouwwerk van de bekende Uruguayaanse architect Eladio Dieste, sinds 2021 erkend als UNESCO-werelderfgoed.